# 考卡瓜
10°16′56″N 66°22′38″W / 10.28222°N 66.37722°W

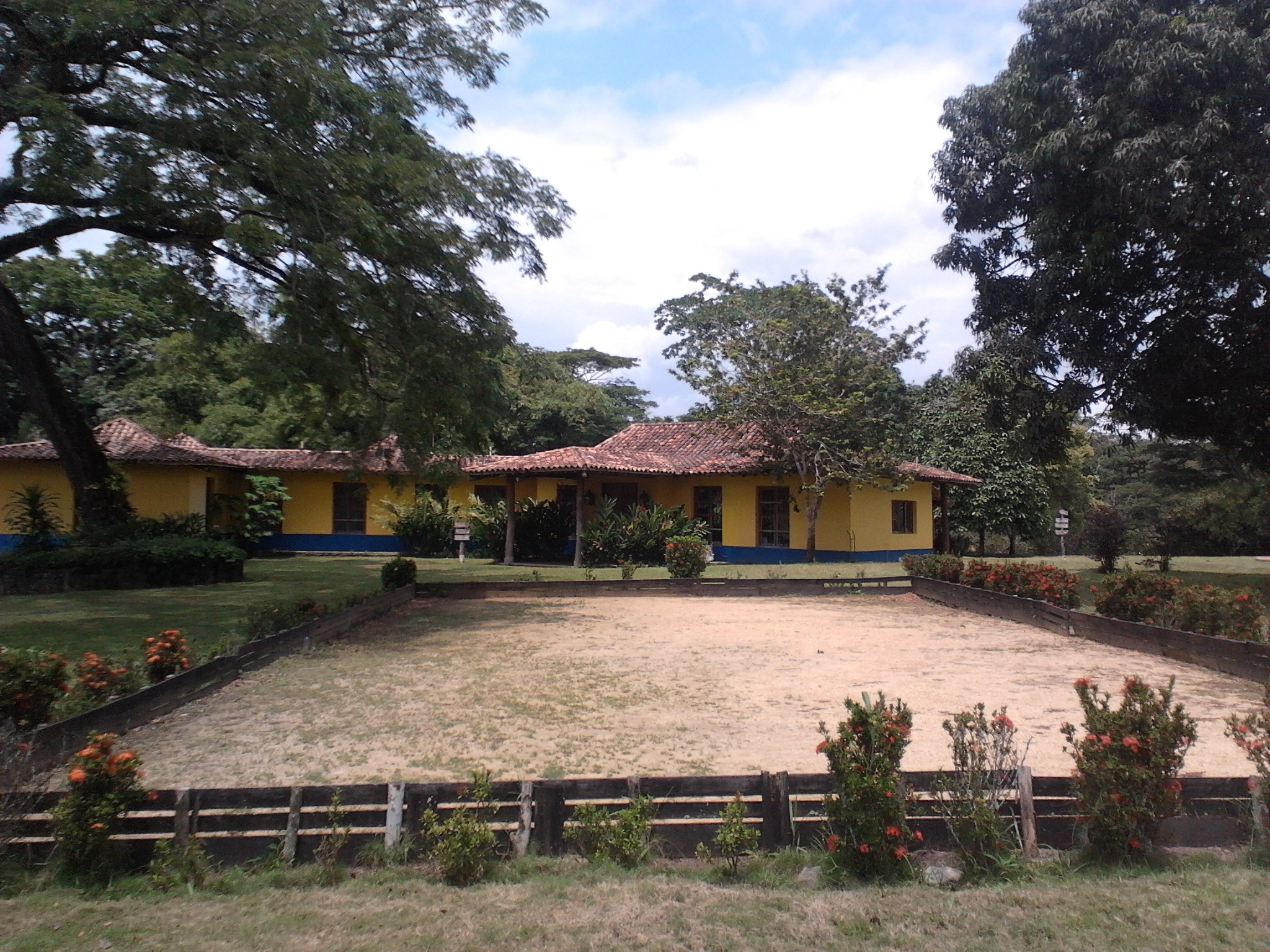

考卡瓜（Caucagua）是委內瑞拉的城市，位於該國北部米蘭達州，是阿塞韋多市的首府，海拔高度280米，面積3,400平方公里，大多數居民是黑人奴隸的後裔，2011年人口88,281。